# Edmund Lindmark
Pour les articles homonymes, voir Lindmark.
Karl Edmund Lindmark, né le 6 juillet 1894 à Umeå et mort le 11 février 1968 à Stockholm, est un plongeur et un gymnaste artistique suédois.
Lors des Jeux olympiques d'été de 1920 à Anvers, il remporte une médaille d'or en système suédois par équipes.
Aux Jeux olympiques d'été de 1924 à Paris, il termine quatrième en tremplin; il participe aussi au concours de plongeon des Jeux olympiques d'été de 1928 à Amsterdam, mais est éliminé au premier tour.
Il est médaillé d'argent en tremplin à 3 mètres aux Championnats d'Europe de natation 1927.